# Konsularvertrag
Ein Konsularvertrag ist ein zweiseitiges völkerrechtliches Abkommen, in dem die beteiligten Staaten die Zulassung, Vorrechte, Befreiungen und Funktionsrechte der auszutauschenden konsularischen Vertretungen gemeinsam festlegen. Konsularverträge werden auf der Grundlage der Gegenseitigkeit und gleichberechtigten Interessen zwischen den Vertragsstaaten abgeschlossen. Sie dienen der Aufnahme und Pflege direkter diplomatischer und der sonstigen zwischenstaatlichen Beziehungen. So sind in Konsularverträgen die konsularischen Bestimmungen zu Niederlassungs-, Handels-, Verkehrs-, Rechtshilfeabkommen oder sonstigen bilateralen Abkommen festgelegt.